# AFC Ann Arbor
El Association Football Club Ann Arbor es un club de fútbol de Estados Unidos con base en la ciudad de Ann Arbor, Míchigan. Fue fundado en 2014 y juega en la USL League Two. El equipo jugó en la National Premier Soccer League entre 2016 y 2019.

## Historia
Fundado en 2014, el AFC Ann Arbor se unió a la Midwest Region de la National Premier Soccer League (NPSL) en la temporada 2016, bajo la dirección técnica de Eric Rudland, exentrenador del Lansing United. Logró clasificar a los play-offs en su primer año, y fueron eliminador por el AFC Cleveland en la tanda de penaltis.
En 2017 el club logró adjudicarse campeón de la Great Lake Division y ganar la primera edición de la Michigan Milk Cup. En los play-offs de la NPSL fueron eliminador por el Detroit City 3:2.
En el año 2019 el club anunció la creación de una sección femenina del club. Además comunicó que se integrará a la USL League Two para la temporada 2020.

## Jugadores
El defensor Lars Eckenrode fue el primer jugador del club en ser seleccionado por un equipo de la MLS en un SuperDraft. A su vez, el keniata Joseph Okumu fue el primer jugador del club en llegar a la liga europea.

## Entrenadores
- David Hebestreit (2014–2015)
- Eric Rudland (2015–presente)

## Trayectoria
| Año  | División | Liga | Temporada regular                          | Playoffs                  | U.S. Open Cup     |
| ---- | -------- | ---- | ------------------------------------------ | ------------------------- | ----------------- |
| 2015 | 5        | GLPL | 3.° de 5 (2–2–4)                           | Sin playoffs              | Sin participación |
| 2016 | 4        | NPSL | 2.° de 7, Midwest-Great Lakes West (6–3–3) | Semifinal regional        | Sin participación |
| 2017 | 4        | NPSL | 1.° de 8, Midwest-Great Lakes (12–1–1)     | Final regional            | Primera ronda     |
| 2018 | 4        | NPSL | 1.° de 7, Midwest-Great Lakes (9–1–2)      | Final regional            | Primera ronda     |
| 2019 | 4        | NPSL | 2.° de 8, Midwest-Great Lakes (9–2–3)      | Cuartos de final regional | Primera ronda     |